# Billy Gray (Schauspieler)

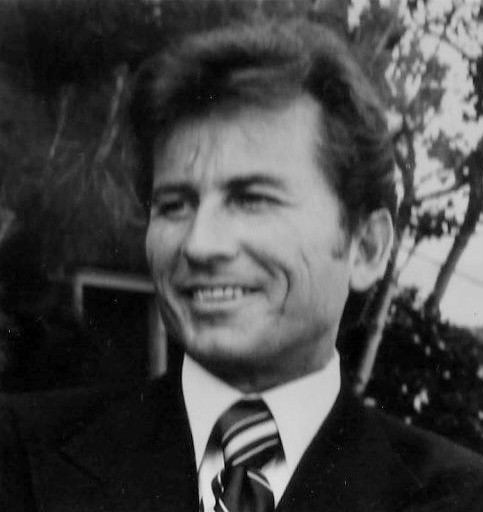
Billy Gray (1977)

William Thomas „Billy“ Gray (* 13. Januar 1938 in Los Angeles, Kalifornien) ist ein US-amerikanischer Schauspieler.

## Leben
Billy Gray ist der Sohn der Schauspielerin Beatrice Gray und kam entsprechend früh mit dem Filmgeschäft in Kontakt. Bereits mit fünf Jahren gab der Kinderdarsteller in einer Nebenrolle im Krimidrama Man of Courage an der Seite von Barton MacLane sein Filmdebüt. Auch in den folgenden Jahren war er regelmäßig in Hollywood-Produktionen zu sehen, wenngleich seine Rollen in der Regel klein blieben. Das änderte sich im Jahr 1951, als er den Bruder von Doris Days Figur in der Komödie On Moonlight Bay (1951) sowie den Jungen Bobby Benson, der sich mit einem Außerirdischen befreundet, in Robert Wises Science-Fiction-Film Der Tag, an dem die Erde stillstand (1951) spielte. Anschließend folgten weitere nennenswerte Filmrollen, so in Heiratet Marjorie? (1953) – der Fortsetzung von Romanze mit Hindernissen (On Moonlight Bay) – und in Douglas Sirks All meine Sehnsucht (1953) als Filmsohn von Barbara Stanwyck. Gray sollte als Plato in … denn sie wissen nicht, was sie tun (1955) mitspielen, musste aber wegen anderer Verpflichtungen absagen.
Dem amerikanischen Fernsehpublikum wurde Billy Gray in den 1950er Jahren durch seine Serienrolle als Familiensohn Bud Anderson in Vater ist der Beste, einer der erfolgreichsten Sitcoms dieser Zeit, bekannt. Zwischen 1954 und 1960 spielte er diese Rolle in 200 Folgen. Bei der Primetime-Emmy-Verleihung 1959 wurde er in der Kategorie Bester Nebendarsteller Comedyserie nominiert, unterlag aber Tom Poston. In späteren Interviews beschrieb Gray die Atmosphäre am Filmset als freundschaftlich und angenehm, äußerte sich allerdings kritisch über das idealisierte Familienbild der Serie und dass echte Familien sich die Fernsehfamilie zum Vorbild nehmen würden. Nach Einstellung der Serie fielen die Rollenangebote für Gray zunehmend mager aus, da er auf diese eine Rolle festgelegt war. Hinzu kam eine Verurteilung wegen des Besitzes von Marihuana im Jahr 1962, wegen der er 45 Tage im Gefängnis verbringen musste und die sein sauberes Image beschädigte.
Dennoch kam Gray bis in die späten 1970er Jahre zu verschiedenen Film- und Fernsehrollen, unter anderem in dem Horrorfilm Blutnacht des Teufels (1971), zwei Fernseh-Reunions von Vater ist der Beste und dem Actionfilm Ein Mann räumt auf (1979). Einmalig kehrte er 1996 für den Film The Vampyre Wars vor die Kamera zurück. In den 1970er und 1980er Jahren betätigte er sich als Motorradrennfahrer und gewann einige Auszeichnungen, außerdem besitzt er ein Motorradmuseum. Ebenfalls betätigte er sich als Geschäftsmann für Gitarren-Accessoires.
Seine Ehen mit den Schauspielerinnen Helena Kallianiotes (1967 bis 1969) und Donna Wilkes (1981 geheiratet und geschieden) wurden jeweils geschieden. Er lebt in einem Haus in der kalifornischen Küstenstadt Topanga, das er 1957 für seine Gagen in Vater ist der Beste gekauft hatte.

## Filmografie (Auswahl)
- 1943: Man of Courage
- 1945: Onkel Harrys seltsame Affäre (The Strange Affair of Uncle Harry)
- 1946: Cluny Brown auf Freiersfüßen (Cluny Brown)
- 1946: Mutterherz (To Each His Own)
- 1946: Der Todesreifen (Suspense)
- 1946: The Strange Woman
- 1947: Brennende Grenze (The Fabulous Texan)
- 1949: Der Berg des Schreckens (Lust for Gold)
- 1949: Bud Abbott Lou Costello Meet the Killer Boris Karloff
- 1949: Die Goldräuber von Tombstone (Bad Men of Tombstone)
- 1949: Eines Morgens in der Hopkins-Street (The House Across the Street)
- 1949: Abandoned
- 1950: Rauchende Pistolen (Singing Guns)
- 1950: Mister 880
- 1950: The Killer That Stalked New York
- 1950: Drei kleine Worte (Three Little Words)
- 1950: Ein einsamer Ort (In a Lonely Place)
- 1950: Zwischen Mitternacht und Morgen (Between Midnight and Dawn)
- 1950: Cowboyrache in Oklahoma (Sierra Passage)
- 1951: Jim Thorpe -- All-American
- 1951: Der Tag, an dem die Erde stillstand (The Day the Earth Stood Still)
- 1951: Romanze mit Hindernissen (On Moonlight Bay)
- 1952: Talk About a Stranger
- 1953: Heiratet Marjorie? (By the Light of the Silvery Moon)
- 1953: All meine Sehnsucht (All I Desire)
- 1954: Fliegende Hufe (The Outlaw Stallion)
- 1954–1960: Vater ist der Beste (Father Knows Best; Fernsehserie, 200 Folgen)
- 1955: Komödiantenkinder (The Seven Little Foys)
- 1956: Alle Spuren verwischt (The Scarlet Hour)
- 1960: Peter Gunn (Fernsehserie, Folge The Semi-Private Eye)
- 1961: Alfred Hitchcock Presents (Fernsehserie, Folge The Hatbox)
- 1961: Frühreife Generation (The Explosive Generation)
- 1965: Tausend Meilen Staub (Rawhide; Fernsehserie, Folge Moment in the Sun)
- 1966: Verhängnisvolle Fracht (The Navy Vs. the Night Monsters)
- 1966: Tennisschläger und Kanonen (I Spy; Fernsehserie, Folge Lori)
- 1970: The Bold Ones: The Protectors (Fernsehserie, Folge Memo from the Class of ‘76)
- 1971: Blutnacht des Teufels (Werewolves on Wheels)
- 1971: Dusty and Sweets McGee
- 1977: The Father Knows Best Reunion (Fernsehfilm)
- 1977: Father Knows Best: Home for Christmas (Fernsehfilm)
- 1979: Ein Mann räumt auf (Love and Bullets)
- 1980: Porklips Now (Kurzfilm)
- 1996: The Vampyre Wars